# Nata (Botswana)

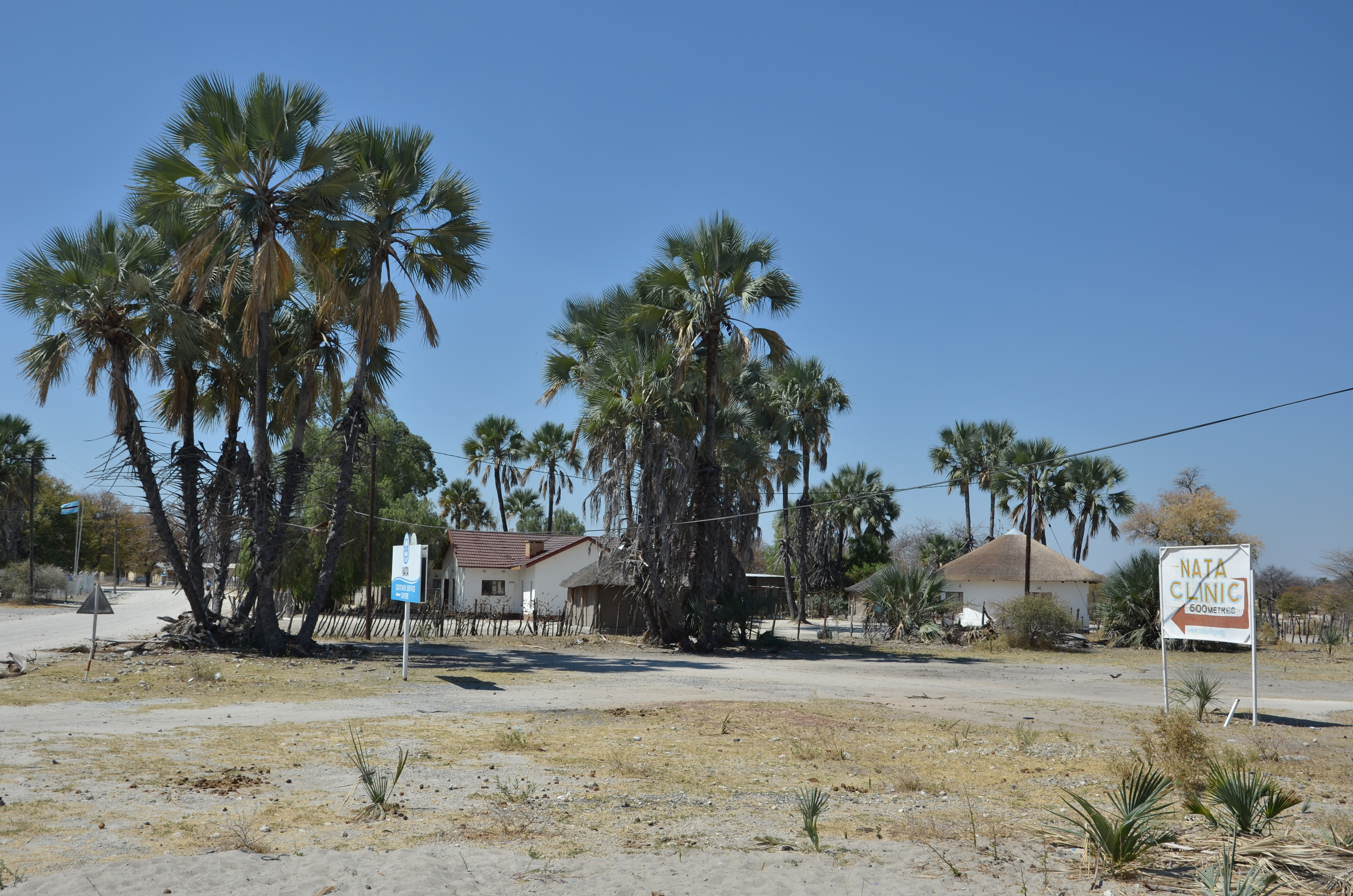

Pour les articles homonymes, voir Nata.
Nata est une ville du Botswana.